# Rogoźnik (województwo małopolskie)
Rogoźnik – wieś w Polsce położona w województwie małopolskim, w powiecie nowotarskim, w gminie Nowy Targ.
W 1237 roku Rogoźnik kupił wojewoda krakowski Teodor, przekazując go następnie cystersom ludźmierskim. Wieś duchowna, własność opactwa cystersów szczyrzyckich położona była w drugiej połowie XVI wieku w powiecie sądeckim województwa krakowskiego. W latach 1975–1998 miejscowość położona była w województwie nowosądeckim.

## Położenie
Rogoźnik położony jest w Kotlinie Nowotarskiej. Przez miejscowość przepływa potok Wielki Rogoźnik uchodzący do Dunajca. Na południe od niego wznosi się pas wzgórz, w którym znajduje się rezerwat przyrody Skałka Rogoźnicka, a w nim Skałka Rogoźnicka będąca jedną ze skałek Pienińskiego Pasa Skałkowego.

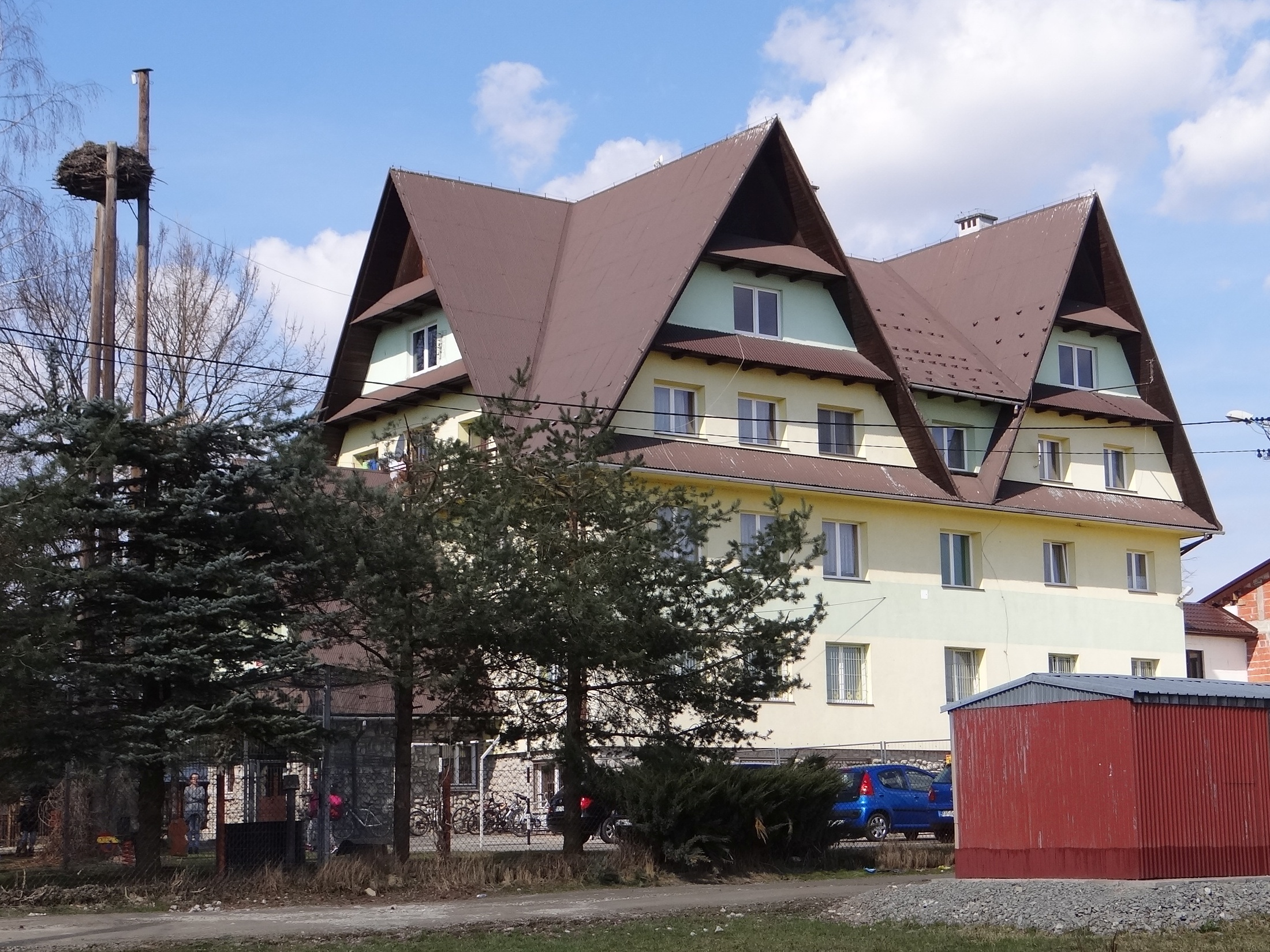
Szkoła
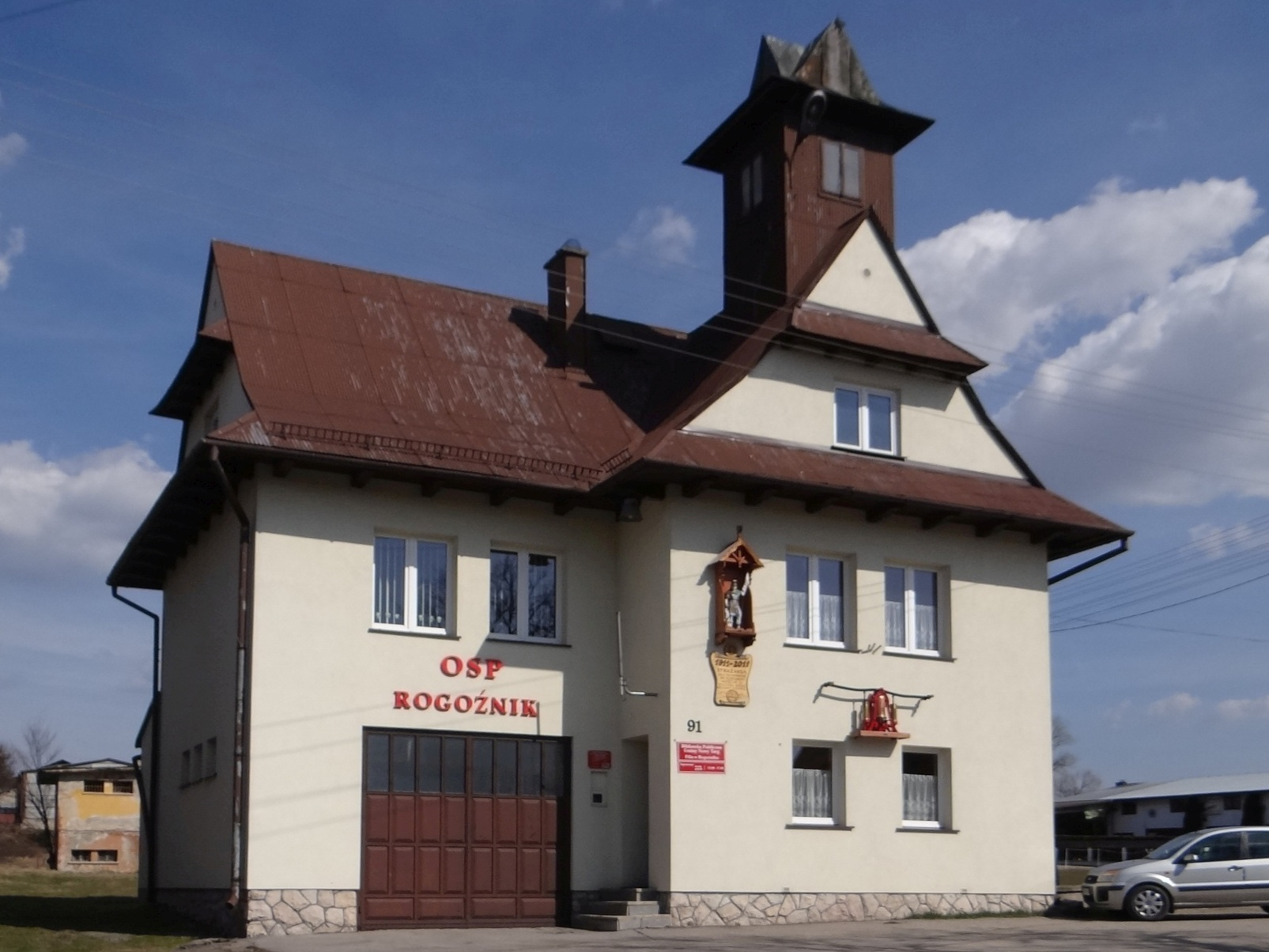
Remiza OSP
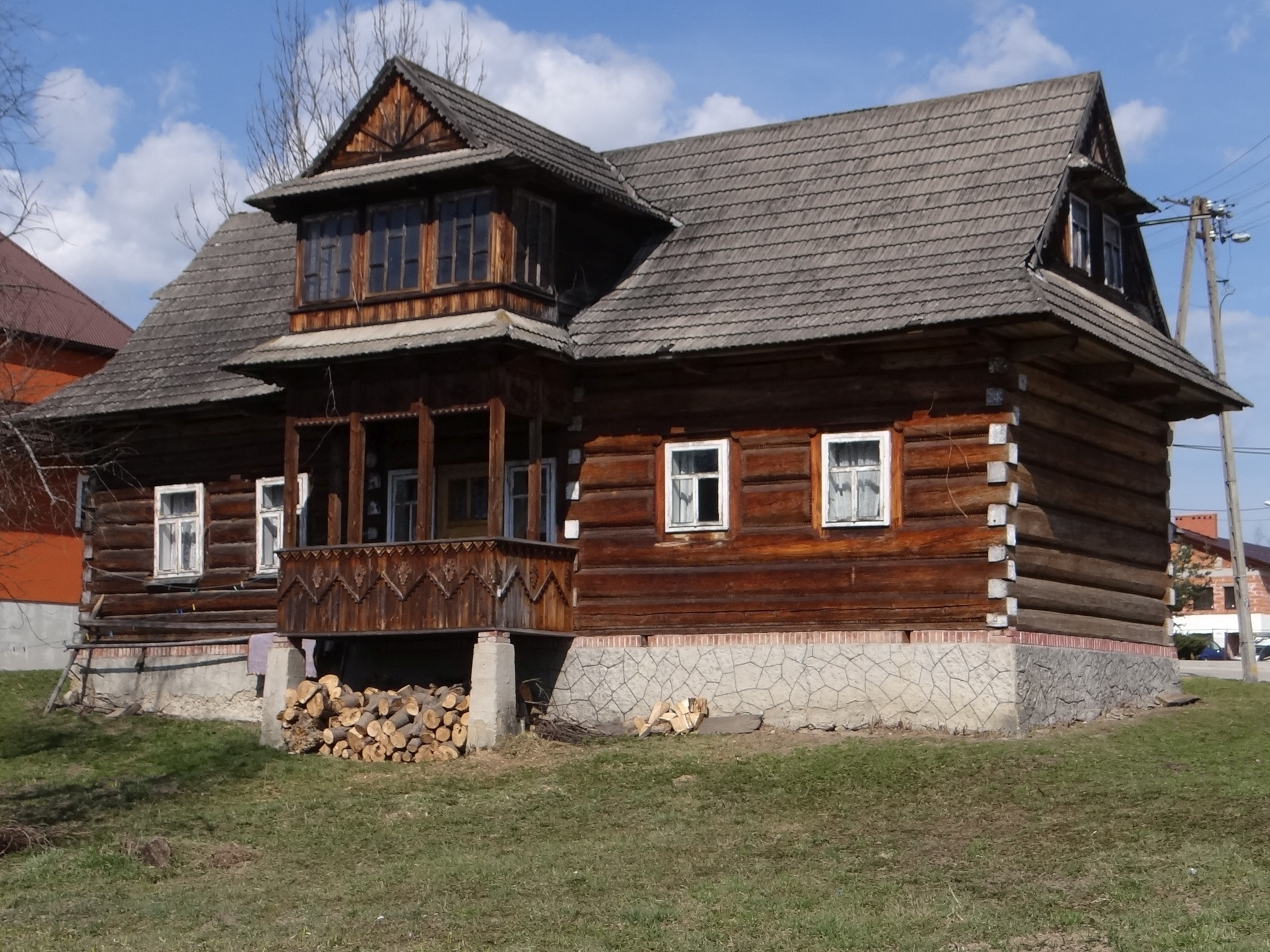
Dom Julii z rodziny Dąbek